# Oxbärssläktet
Oxbärssläktet (Cotoneaster) är ett släkte av rosväxter som beskrevs av den tyske botanikern Friedrich Kasimir Medikus 1789. Oxbär ingår i familjen rosväxter. Släktet kallas även tjydron eller stenmespel och är ett växtsläkte bestående av drygt 260 arter. Vissa är vintergröna, andra lövfällande.

## Biologi
Cotoneaster är en buske, även om en del av dem växer platt likt en matta mot marken. Andra växer som låga eller mer eller mindre höga buskar, och en del antar formen av ett flerstammat träd. Arten rött oxbär (oxbär) är en 0,5 till 2 meter hög buske, växande på kalkförande och steniga backar.
De hela och helbräddade bladen varierar i storlek från cirka 5 mm till 10–12 cm. De kan vara blanka eller matta, duniga eller kala och de sitter strödda längs grenarna.
Blommorna sitter oftast i kvastar eller klasar, med fem kronblad som antingen är rakt uppåtstende eller platt utåtliggande vid blomningen. De vita eller rosa blommorna saknar för det mesta doft.
Frukten är en röd eller svart skenfrukt. Den har ett köttigt hölje i olika nyanser av rött, rosa, orange, burgundy eller svart.

## Förekomst
Arterna i släktet förekommer vildväxande i tempererade delar av Europa, Asien och norra Afrika.
I Sverige växer arten rött oxbär allmänt eller mindre allmänt i södra till mellersta Sverige, medan det är mer sällsynt förekommande norröver till Jämtland.
Många arter i släktet ses som odlade prydnadsväxter.

## Namn och arter
Det latinska namnet Cotoneaster börjades användas av Conrad Gesner kring 1577. Namnet kommer ifrån latinets cotoneum ('kvitten') och -aster ('-liknande'). Samtliga arter är apomiktiska, det vill säga de förökar sig könlöst.

### Dottertaxa till oxbärssläktet[4]
- Cotoneaster acuminatus
- Cotoneaster acutifolius
- Cotoneaster adpressusi (mattoxbär)
- Cotoneaster affinis
- Cotoneaster afghanicus
- Cotoneaster aitchisonii
- Cotoneaster alashanensis
- Cotoneaster alatavica
- Cotoneaster allochrous
- Cotoneaster altaicus
- Cotoneaster ambiguus
- Cotoneaster anatolii
- Cotoneaster antoninae
- Cotoneaster apiculatus
- Cotoneaster armenus
- Cotoneaster assadii
- Cotoneaster assamensis
- Cotoneaster astrophoros
- Cotoneaster ataensis
- Cotoneaster atlanticus
- Cotoneaster atrovinaceus
- Cotoneaster atrovirens
- Cotoneaster atuntzensis
- Cotoneaster aurantiacus
- Cotoneaster bacillaris
- Cotoneaster beimashanensis
- Cotoneaster bisramianus
- Cotoneaster brickellii
- Cotoneaster browiczii
- Cotoneaster bullatus (rynkoxbär)
- Cotoneaster bumthangensis
- Cotoneaster burmanicus
- Cotoneaster buxifolius
- Cotoneaster cambricus
- Cotoneaster campanulatus
- Cotoneaster capsicinus
- Cotoneaster cardinalis
- Cotoneaster cashmiriensis
- Cotoneaster chadwellii
- Cotoneaster chengkangensis
- Cotoneaster chingshuiensis
- Cotoneaster chuanus
- Cotoneaster chulingensis
- Cotoneaster chungtiensis
- Cotoneaster cinnabarinus
- Cotoneaster cinovskisii
- Cotoneaster coadunatus
- Cotoneaster confusus
- Cotoneaster conspicuus
- Cotoneaster convexus
- Cotoneaster coreana
- Cotoneaster coriaceus
- Cotoneaster creticus
- Cotoneaster daliensis
- Cotoneaster dammeri (krypoxbär)
- Cotoneaster decandrus
- Cotoneaster declinatus
- Cotoneaster delphinensis
- Cotoneaster dielsianus (rosenoxbär)
- Cotoneaster discolor
- Cotoneaster divaricatus (spärroxbär)
- Cotoneaster drogochius
- Cotoneaster emeiensis
- Cotoneaster encavei
- Cotoneaster erratus
- Cotoneaster esfandiarii
- Cotoneaster falconeri
- Cotoneaster fangianus
- Cotoneaster farreri
- Cotoneaster fastigiatus
- Cotoneaster favargeri
- Cotoneaster flinekii
- Cotoneaster floridus
- Cotoneaster foveolatus
- Cotoneaster franchetii
- Cotoneaster frigidus
- Cotoneaster fruticosus
- Cotoneaster garhwalensis
- Cotoneaster genitiana
- Cotoneaster gilgitensis
- Cotoneaster glabratus
- Cotoneaster glaucophyllus
- Cotoneaster glomerulatus
- Cotoneaster goloskokovii
- Cotoneaster gracilis
- Cotoneaster granatensis
- Cotoneaster harrovianus
- Cotoneaster harrysmithii
- Cotoneaster hebephyllus
- Cotoneaster hedegaardii
- Cotoneaster hersianus
- Cotoneaster hicksii
- Cotoneaster hillieri
- Cotoneaster hissarica
- Cotoneaster hjelmqvistii (stort lingonoxbär)
- Cotoneaster horizontalis (lingonoxbär)
- Cotoneaster huahongdongensis
- Cotoneaster hualiensis
- Cotoneaster humilis
- Cotoneaster hylanderi
- Cotoneaster hypocarpus
- Cotoneaster ignavus
- Cotoneaster ignescens
- Cotoneaster ignotus
- Cotoneaster inexspectatus
- Cotoneaster integerrimus (rött oxbär)
- Cotoneaster intermedius
- Cotoneaster juranus
- Cotoneaster kaganensis
- Cotoneaster kangdingensis
- Cotoneaster karatavicus
- Cotoneaster khasiensis
- Cotoneaster kingdonii
- Cotoneaster kitaibelii
- Cotoneaster kotschyi
- Cotoneaster krasnovii
- Cotoneaster kuanensis
- Cotoneaster kullensis (skånskt oxbär)
- Cotoneaster lacei
- Cotoneaster lambertii
- Cotoneaster lancasteri
- Cotoneaster latifoliusi (bredoxbär)
- Cotoneaster leveillei
- Cotoneaster lindleyi
- Cotoneaster lucidus (häckoxbär)
- Cotoneaster luristanicus
- Cotoneaster majoricensis
- Cotoneaster marroninus
- Cotoneaster megalocarpa
- Cotoneaster melanocarpus
- Cotoneaster meuselii
- Cotoneaster meyeri
- Cotoneaster microphylla
- Cotoneaster milkedandaensis
- Cotoneaster minimus
- Cotoneaster minutus
- Cotoneaster mongolicus
- Cotoneaster morrisonensis
- Cotoneaster morulus
- Cotoneaster moupinensis (moupinoxbär)
- Cotoneaster multiflorus (flockoxbär)
- Cotoneaster nagaensis
- Cotoneaster naninitens
- Cotoneaster nantouensis
- Cotoneaster naoujanensis
- Cotoneaster narynensis
- Cotoneaster natmataungensis
- Cotoneaster nebrodensis
- Cotoneaster nedoluzhkoi
- Cotoneaster nefedovii
- Cotoneaster neoantoninae
- Cotoneaster neopopovii
- Cotoneaster niger (svartoxbär)
- Cotoneaster nitens
- Cotoneaster nitidifolius
- Cotoneaster nitidus
- Cotoneaster nivalis
- Cotoneaster nohelii
- Cotoneaster nummularioides
- Cotoneaster nummularius
- Cotoneaster obovata
- Cotoneaster obscurus
- Cotoneaster ogisui
- Cotoneaster oliganthus
- Cotoneaster omissus
- Cotoneaster orbicularis
- Cotoneaster osmastonii
- Cotoneaster ovata
- Cotoneaster pangiensis
- Cotoneaster pannosus
- Cotoneaster paradoxus
- Cotoneaster parkeri
- Cotoneaster parkinsonii
- Cotoneaster parnassicus
- Cotoneaster parvifolius
- Cotoneaster persicus
- Cotoneaster pojarkovae
- Cotoneaster poluninii
- Cotoneaster polyanthema
- Cotoneaster popovii
- Cotoneaster pruinosus
- Cotoneaster pseudoobscurus
- Cotoneaster purpurascens
- Cotoneaster pyrenaicus
- Cotoneaster qungbixiensis
- Cotoneaster raboutensis
- Cotoneaster racemiflorus
- Cotoneaster rechingeri
- Cotoneaster reticulatus
- Cotoneaster rhytidophyllus
- Cotoneaster roborowskii
- Cotoneaster rosea
- Cotoneaster rosiflorus
- Cotoneaster rotundifolius (rundbladigt oxbär)
- Cotoneaster royleanus
- Cotoneaster rubens
- Cotoneaster salicifoliusi (videoxbär)
- Cotoneaster sandakphuensis
- Cotoneaster sanguineus
- Cotoneaster sargentii
- Cotoneaster saxatilis
- Cotoneaster schantungensis
- Cotoneaster schubertii
- Cotoneaster shannanensis
- Cotoneaster sherriffii
- Cotoneaster silvestrii
- Cotoneaster simonsiii (indiskt oxbär)
- Cotoneaster soongoricus
- Cotoneaster sordidus
- Cotoneaster spongbergii
- Cotoneaster staintonii
- Cotoneaster stracheyi
- Cotoneaster subacutus
- Cotoneaster subadpressus
- Cotoneaster submultiflorus
- Cotoneaster subuniflora
- Cotoneaster svenhedinii
- Cotoneaster taiwanensis
- Cotoneaster talgarica
- Cotoneaster tanpaensis
- Cotoneaster taofuensis
- Cotoneaster tauricus
- Cotoneaster taylorii
- Cotoneaster teijiashanensis
- Cotoneaster tenuipes
- Cotoneaster thimphuensis
- Cotoneaster tjuliniae
- Cotoneaster tomentosus (ulloxbär)
- Cotoneaster transcaucasicus
- Cotoneaster tripyrenus
- Cotoneaster tsarongensis
- Cotoneaster turbinatus
- Cotoneaster turcomanicus
- Cotoneaster tytthocarpus
- Cotoneaster undulatus
- Cotoneaster uniflorus
- Cotoneaster wanbooyensis
- Cotoneaster vandelaarii
- Cotoneaster wardii
- Cotoneaster washanensis
- Cotoneaster wattii
- Cotoneaster verokotschyi
- Cotoneaster verruculosus
- Cotoneaster virgatus
- Cotoneaster yakuticus
- Cotoneaster yalungensis
- Cotoneaster yinchangensis
- Cotoneaster yui
- Cotoneaster yulingkongensis
- Cotoneaster zabelii (blodoxbär)
- Cotoneaster zeravschanica

## Bildgalleri

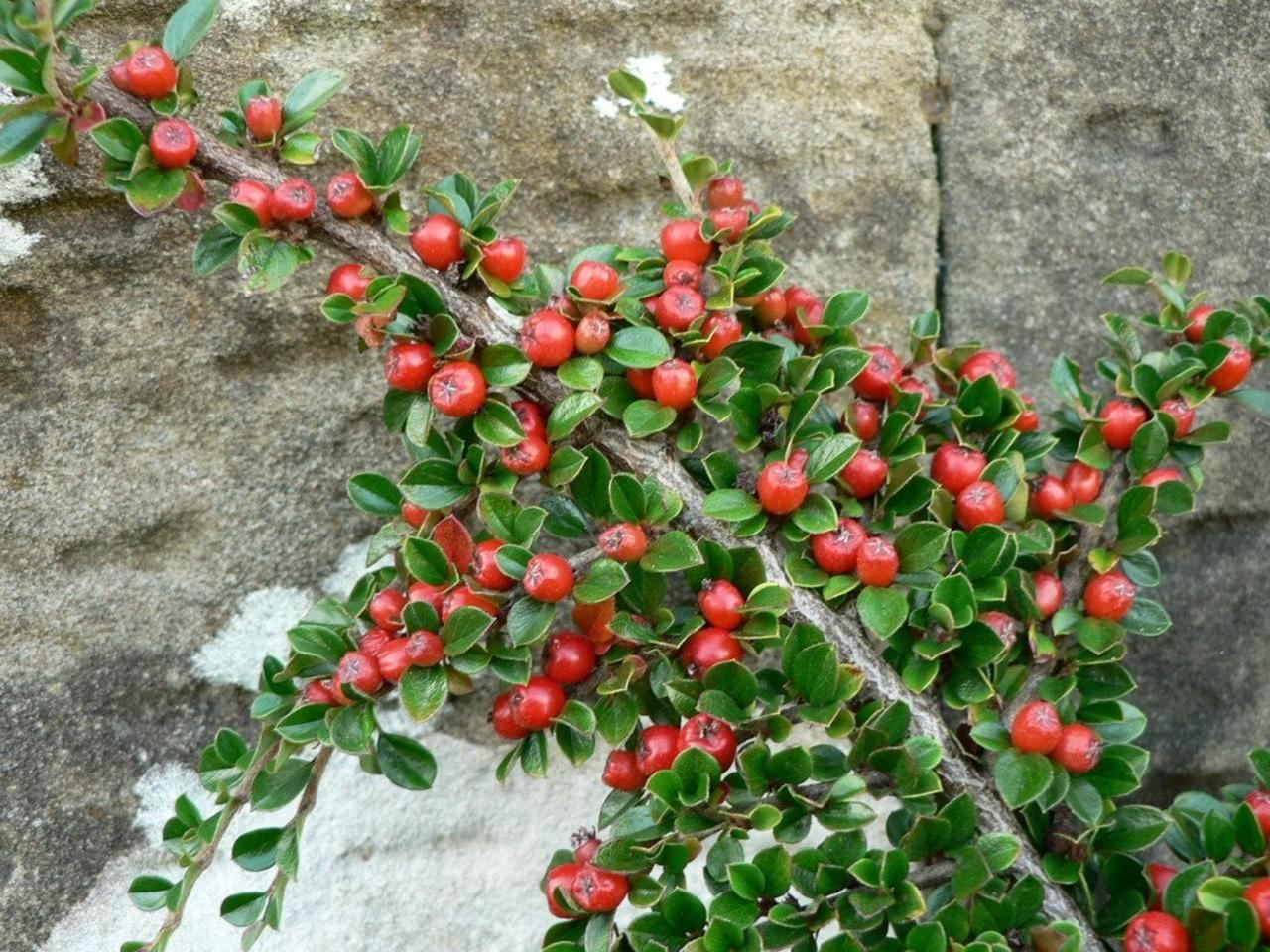
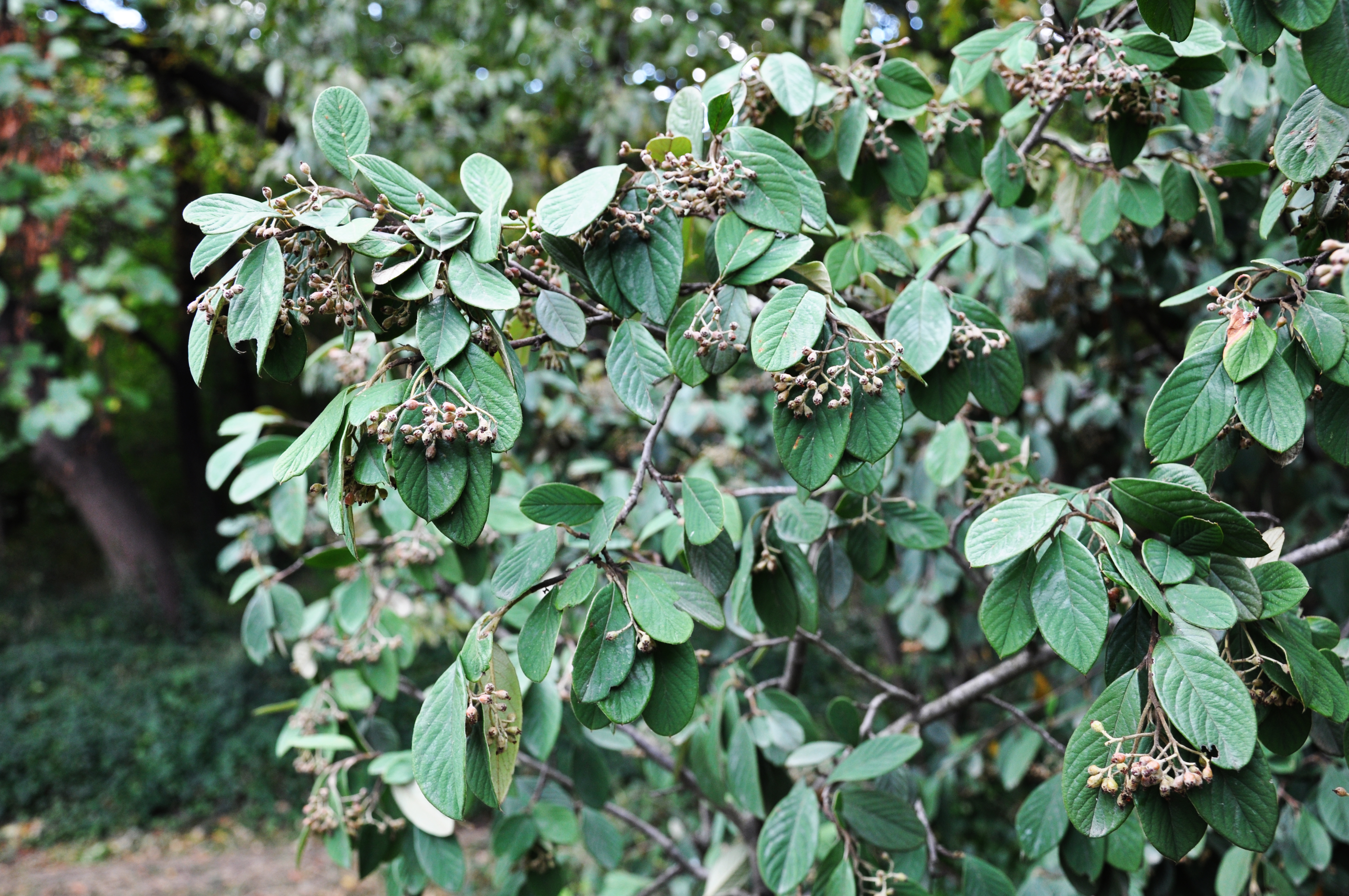
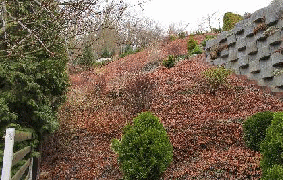
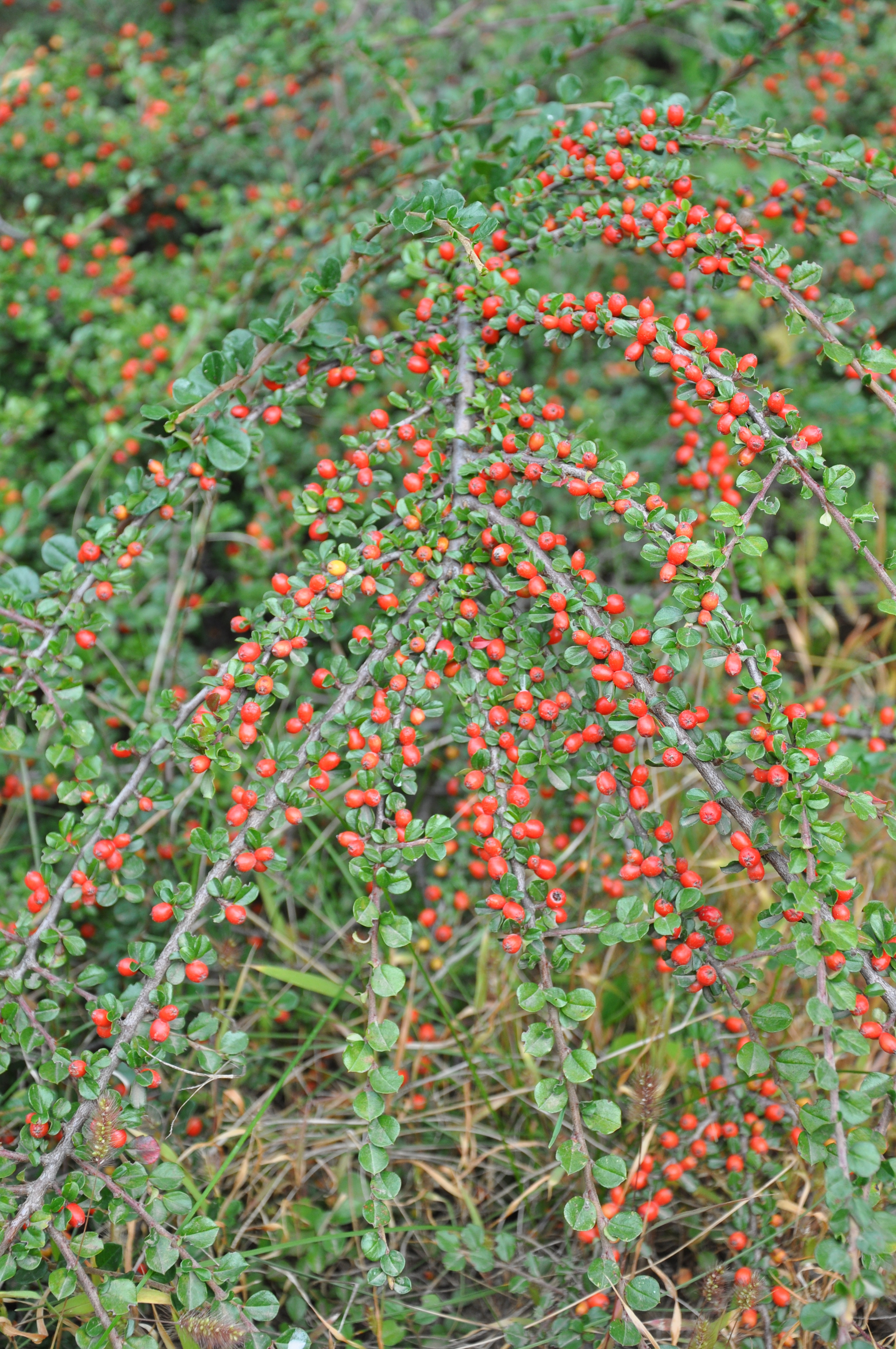
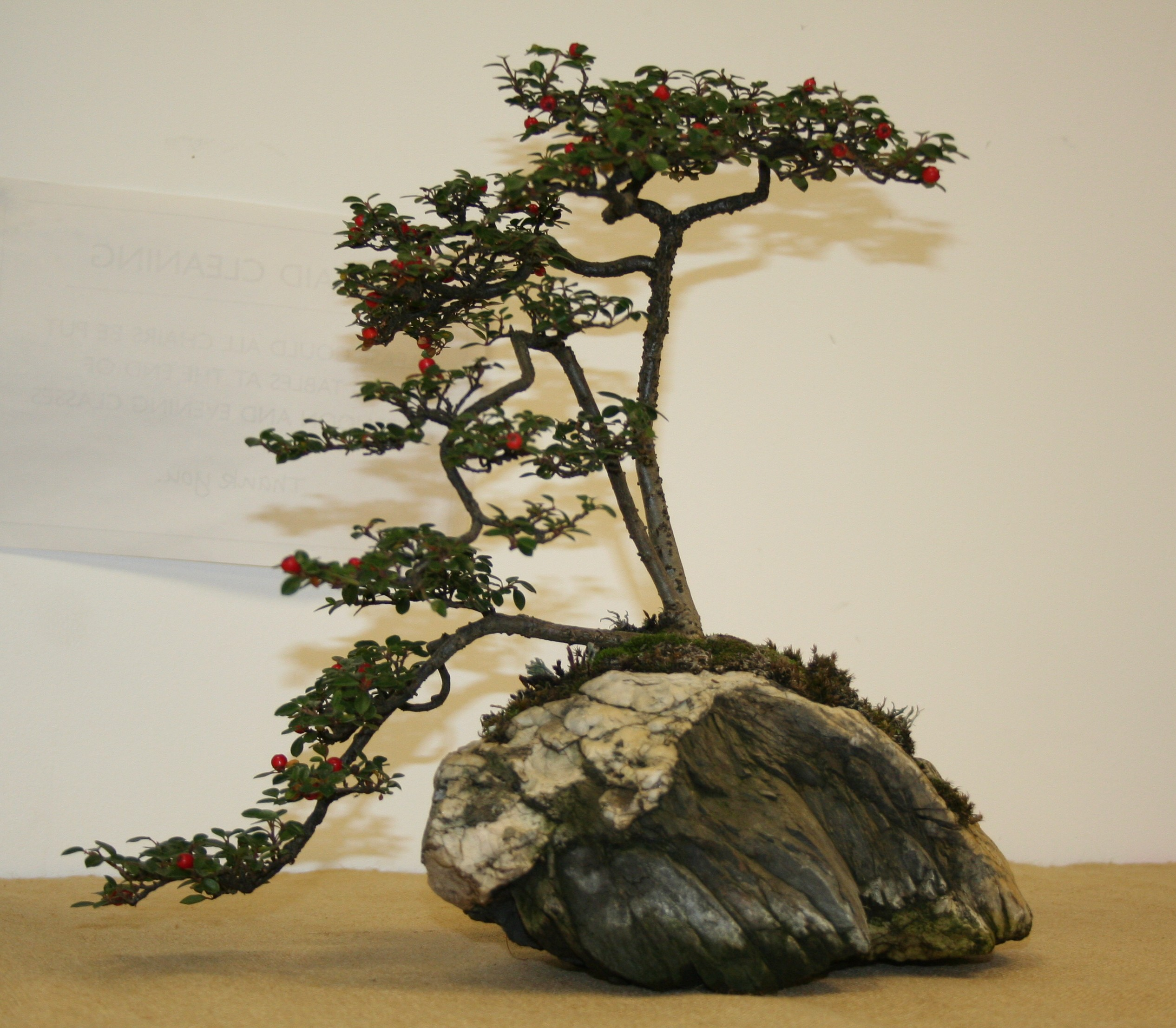
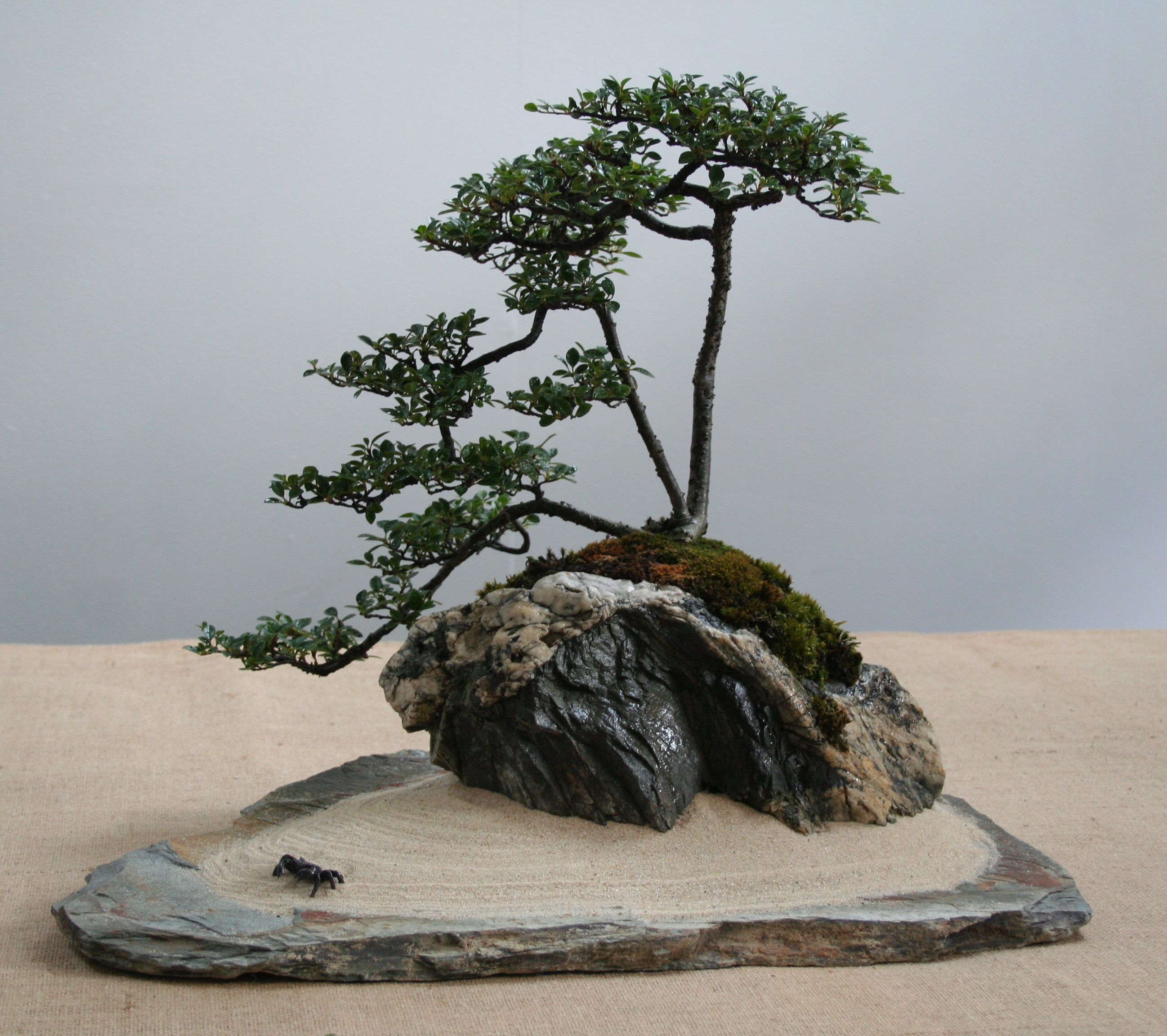